# Apeadero (Aranga)
Apeadero (llamado oficialmente O Apeadeiro) es un lugar español situado en la parroquia de Aranga, del municipio de Aranga, en la provincia de La Coruña, Galicia.
Recibió su nombre del apeadero de Aranga, situado en la línea ferroviaria León-La Coruña, actualmente en estado de abandono y sin servicios de pasajeros.

## Demografía
| Gráfica de evolución demográfica de Apeadero entre 2000 y 2018 |
|                                                                |
| Datos según el nomenclátor publicado por el INE.               |